# Bedros Kirkorov
Bedros Filipovich Kirkorov (Varna, 2 de junho de 1932 – Moscou, 18 de março de 2025) foi um cantor e maestro búlgaro de ascendência armênia. foi agraciado com o título de Artista do Povo da Rússia; e é o pai de Philipp Kirkorov.

## Morte
Bedros morreu no dia 18 de março de 2025, aos 92 anos, vitimado por uma parada cardíaca devido a insuficiência cardíaca aguda.